# U 130 (Kriegsmarine)
De U 130 was een  IXC-klasse U-boot van de Duitse Kriegsmarine tijdens de Tweede Wereldoorlog. De commandant was korvetkapitein Ernst Kals.

## Geschiedenis
De U 130 van Oberleutnant Ernst Kals vernietigde vier schepen van 31.000 ton tijdens Operatie Paukenschlag.
12 november 1942 - Op de vijfde dag na de Amerikaanse landing op de kust van Marokko, bracht de U 130 dicht onder de Marokkaanse kust drie troepentransportschepen tot zinken.

## Ondergang
De U 130 werd op 12 maart 1943 tot zinken gebracht, ten westen van de Azoren in positie 37° 10′ 0″ NB, 40° 21′ 0″ WL door dieptebommen van de US torpedobootjager USS Champlin (DD-601). De hele onderzeebootbemanning, 53 man en hun commandant Oberleutnant Siegfried Keller kwamen hierbij om.

## Commandanten
- 11 Jun, 1941 - 1 Jan, 1943: KrvKpt. Ernst Kals (Ridderkruis)
- 7 Feb, 1943 - 12 Maart, 1943: Oblt. Siegfried Keller (+)